# Absoluuttinen Nollapiste

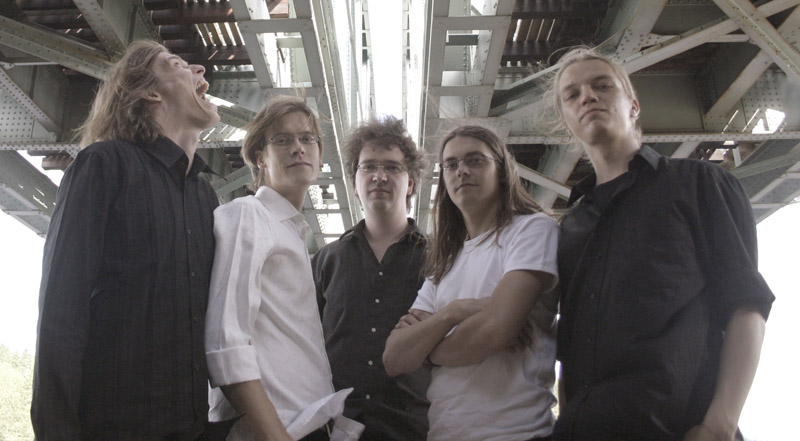

Absoluuttinen Nollapiste (finska för Absoluta nollpunkten), är en finländsk pop/rock-grupp från Rovaniemi, Finland. De är kända för att kombinera trallvänliga melodier med något progressiva låtuppbyggnader och Tommi Liimattas excentriska låttexter.
Bandet har ett flertal sidoprojekt vars musik de släpper under det egna skivbolaget Die Dau Tapes. Det mest kända av sidoprojekten är Ahkerat simpanssit, som 2003 gav ut albumet Tervehdys, Maan asukit.

## Historia
Absoluuttinen Nollapiste grundades 1991 när Tommi Liimatta var på konfirmationsläger i Nuasjärvi, Sotkamo. Han fick idén att dra ihop ett rockband. Medlemmarna i bandet bor alla i samma område i Rovaniemi. Tommi Liimatta (född i Kemi 1976, sång och blåsinstrument), Tomi Krutsin (född i Rovaniemi 1976, trummor) och Aki Lääkkölä (född i Rovaniemi 1976, gitarr och keyboard) spelade i andra band tidigare. Bandets första basist, Matti Kettunen, ersattes i november 1991 med Aake Otsala (född i Kuopio 1976), och ett år senare lämnade andragitarristen Jukka Leinonen bandet. Banduppsättningen stod sig sedan i ungefär 7 år. 1999 gick Teemu Eskelinen med i bandet som bakgrundssångare.

## Medlemmar
- Tommi Liimatta (gitarr, sång och blåsinstrument)
- Aki Lääkkölä (gitarr och keyboard)
- Aake Otsala (elbas)
- Tomi Krutsin (trummor)

### Före detta medlemmar
- Janne Hast (keyboard) (2003–2011)
- Teemu Eskelinen (slagverk, bakgrundssång) (september 1999–december 2001)
- Jukka Leinonen (gitarr) (juni 1991–november 1992)
- Matti Kettunen (elbas) (juni 1991–november 1991)

## Diskografi

### Album
- Neulainen Jerkunen (1994)
- Muovi antaa periksi (1995)
- Simpukka-amppeli (1998)
- Suljettu (1999)
- Olos (2000)
- Olen pahoillani - valitut teokset 1994-2000 (2001) (samlingsalbum)
- Nimi muutettu (2002)
- Seitsemäs sinetti (2003)
- Sortovuodet 1994-2004 (2004) (samlingsalbum)
- Mahlanjuoksuttaja (2005)
- Iiris (2007)
- Musta hiekka (2009)
- Demo 3 (2011)

### EP och singlar
- Demo I (1992) (demo)
- Demo II (1993) (demo)
- Nukahtaa-murre-tosiasia (1993) (demo)
- Ei ilmestynyt (1994) (EP)
- Sivulla jatkuu (1995)
- Savu meihin (1996)
- Ajoratamaalaus (1997)
- Silti (1998)
- Kupit on kuin olisi häät (1999)
- Sukututkimus lannistaa (1999)
- Kotiinpaluu, jotenkin (2000)
- Hyviä muistoja, huomenna suihkuun (2001)
- Irene Kaktus (2002)
- Pyhä Nynny (2002)
- Mustaa ei ole (2003)
- Täytyy muistaa (tapaus Foliosurmat) (2003)
- Jarrutan (2004)
- Romanttinen komedia (2004)
- Miten tässä vielä käy? (2005)
- Lihassa ja taivaassa (2007) (EP)

### DVD:er
- Arkistokuvaa 1992-2008 (2009)

### Soloalbum
- Tommi Liimatta: Liimatan Pan alley (1996)
- Tommi Liimatta: Tropical Cocktail (2006)